# Doriga
Doriga es un lugar, perteneciente al concejo de Salas, en el Principado de Asturias (España). Se enmarca dentro de la parroquia de Santa Eulalia de las Dorigas. 
Está situado en la falda de una montaña en la margen derecha del río Narcea y en el año 2017 vivían allí 31 personas, teniendo la población 18 viviendas.
Se ha sugerido que el nombre  puede provenir de un antiguo poseedor o poseedora llamado Dorica.
En el año 2001 se realizaron unas prospecciones arqueológicas que revelaron varios restos romanos al noroeste de la población, interpretados como una villa rústica o, más probablemente, una parada en la ruta romana que iba de Lucus Asturum a Lucus Augusti según el Anónimo de Rávena.
Aquí se encuentra el Palacio de Doriga, su edificio más destacado declarado Bien de Interés Cultural y que refleja el carácter medieval de esta pequeña población.